# Ulrike Hein-Rusinek
Ulrike Hein-Rusinek (geborene Hein; * 10. April 1959 in Moers) ist eine deutsche Ärztin, Managerin, Dozentin und Publizistin, die sich mit der Gesundheit im Wandel der Arbeit auseinandersetzt.
Sie ist leitende Ärztin am Forschungsstandort Biberach des Pharmaunternehmens Boehringer Ingelheim, einer Anlage zur biotechnologischen Herstellung pharmazeutischer Wirkstoffe. Zuvor war sie Head of Occupational Medicine & Health Management des Energiekonzerns E.ON SE. In ihren Fachpublikationen und ihrer gesundheitspolitischen Arbeit engagiert sie sich darüber hinaus für eine zentralere Verortung des Themas Gesundheit in den Diskursen zur modernen Arbeit.

## Leben
Hein-Rusinek studierte Medizin an der Universität Düsseldorf als Stipendiatin der Studienstiftung des deutschen Volkes. Sie promovierte 1986 über Rehabilitationserfolg in der Gefäßchirurgie bei dem Ökonomen und Medizinsoziologen Christian von Ferber.
Als Ärztin war sie von 1984 bis 2012 Fachärztin für innere Medizin und Betriebsmedizin bei den Sana Kliniken Düsseldorf GmbH, zuletzt als Leiterin der Stabstelle Krankenhaushygiene. Daneben arbeitete sie als Notärztin bei der Feuerwehr Düsseldorf.
Im Gesundheitsmanagement arbeitete Hein-Rusinek ab 2012 zunächst als leitende Betriebsärztin bei der REWE Group, dann als Head of Occupational Medicine & Health Management der E.ON SE und seit 2018 als leitende Ärztin bei Boehringer Ingelheim.
Hein-Rusinek engagiert sich in der Gesundheitspolitik, im Verband Deutscher Betriebs- und Werksärzte, als Vertreterin der Gesundheitskonferenz und Pflegekonferenz der Stadt Düsseldorf und in der Kammerversammlung der Ärztekammer Nordrhein, dort von 2009 bis 2016 als Vorstand für die Kreisstelle Düsseldorf.
Hein-Rusinek ist Lehrbeauftragte im Fachbereich Arbeits- und Sozialmedizin an der Universität Ulm und Dozentin für den Fachbereich Sozialmedizin der Nordrheinischen Akademie für Ärztliche Fort- und Weiterbildung in Düsseldorf.
Als Fachautorin publizierte sie zu Prävention und Betriebsmedizin als ganzheitlicher Beschäftigung in der modernen Arbeit, etwa als Redaktionsmitglied der Fachzeitschrift ASU (Arbeitsmedizin, Sozialmedizin, Umweltmedizin), dem Publikationsorgan der Deutschen Gesellschaft für Arbeits- und Umweltmedizin, in Monographien der Hans Böckler Stiftung oder als Autorin von Fachbüchern.
Hein-Rusinek ist mit dem Neuzeithistoriker Bernd-A. Rusinek verheiratet und hat eine Tochter und einen Sohn, den Strategieberater und Publizisten Hans Rusinek.

## Schriften (Auswahl)
- Gesund im Job bis zur Rente, Arbeitspapier 181, 2009, Hans Böckler Stiftung, Düsseldorf
- Psychische Gesundheit im Betrieb mit Rita Süssmuth & Hans Peter Unger, ASU, 2017, 52. Jahrgang (Ausgabe 9), Gentner Verlag, Stuttgart, ISSN 0944-6052.
- Gefässoperation und dennoch berentet?: Eine katamnes. Untersuchung des Rehabilitationserfolges bei Arbeitern und Angestellten, 1985, Einhorn-Presse Verlag, Reinbek ISBN 978-3-88756-160-4.
- Was macht eigentlich der Betriebsarzt? Rolle der Arbeitsmedizin im Betrieblichen Gesundheitsmanagement. In: BGM – Ein Erfolgsfaktor für Unternehmen: Lösungen. Beispiele, Handlungsanleitungen, Springer Gabler Verlag, Wiesbaden ISBN 978-3-658-22738-8.
- Betriebsmedizinische Versorgung der Bevölkerung. In: Diversity: Transkulturelle Kompetenz in klinischen und sozialen Arbeitsfeldern. Hrsg.: Eva van Keuk u. a., 2011, Kohlhammer Verlag, Stuttgart ISBN 978-3-17-021015-8.
- Tagungsbände „Gelbe Reihe“ Hofmann/Reschauer/Stößel/Michaelis: Arbeitsmedizin im Gesundheitsdienst, Edition FFAS, Freiburg im Breisgau:
  - Mutterglück – Schwangerenberatung im Gesundheitsdienst. Band 24, 2010
  - Mutterglück – Schwangerenberatung im Gesundheitsdienst: Beispiele aus der betriebsärztlichen Praxis. Band 25, 2011
  - Neues zum Mutterschutz. Band 27, 2013